# ТЕС Беллара
ТЕС Беллара — теплова електростанція на півночі Алжиру у вілаєті Джиджель (за 40 кілометрів на схід від провінційного центру в районі міста Ель-Мілія).
Майданчик для станції обрали у промисловій зоні Беллара на захід від Ель-Мілії. ТЕС використовує технологію комбінованого парогазового циклу та має два енергоблоки потужністю по 670 МВт, у кожному з яких дві газові турбіни від General Electric типу 9FA з одиничною потужністю 250 МВт живлять через відповідну кількість котлів-утилізаторів одну парову турбіну General Electric типу D10 потужністю 170 МВт.
Роботи зі спорудження станції, генеральним підрядником будівництва якої виступив концерн у складі південнокорейських Hyundai та Daewoo, розпочали в 2013 році. Первісно планувалось почати введення ТЕС в експлуатацію в кінці 2015-го, проте в підсумку відкриття ТЕС припало на 2023-й.
Як паливо станція використовує природний газ, що надходить до регіону по трубопроводу Рамдан-Джамаль – Джиджель.
Третина потужності станції повинна споживатись металургійним комбінатом, який звели поруч у тій же промисловій зоні Беллара.
Вартість проекту становила 1,8 млрд доларів США.